# Nova Gora, Dolenjske Toplice
Nova Gora je naselje v Občini Dolenjske Toplice.